# Csernomorec Burgas
Il Csernomorec Burgasz è una squadra di pallamano maschile bulgara con sede a Burgas.

## Palmarès

### Titoli nazionali
- Campionato bulgaro: 1
  - 1970-71.